# دین طبیعی
دین طبیعی (انگلیسی: Natural religion) در بیشتر موارد به معنای «دین طبیعت» است که در آن خدا، روح، ارواح و همه اشیای ماوراء طبیعی جزئی از طبیعت محسوب می‌شوند و از آن جدا نیستند. برعکس، در فلسفه نیز برای توصیف برخی از جنبه‌های دین که گفته می‌شود جدا از وحی الهی تنها از طریق منطق و عقل قابل شناخت هستند، استفاده می‌شود، مثلاً وجود علت اول، محرک بی‌حرکت جهان هستی.